# Mesía

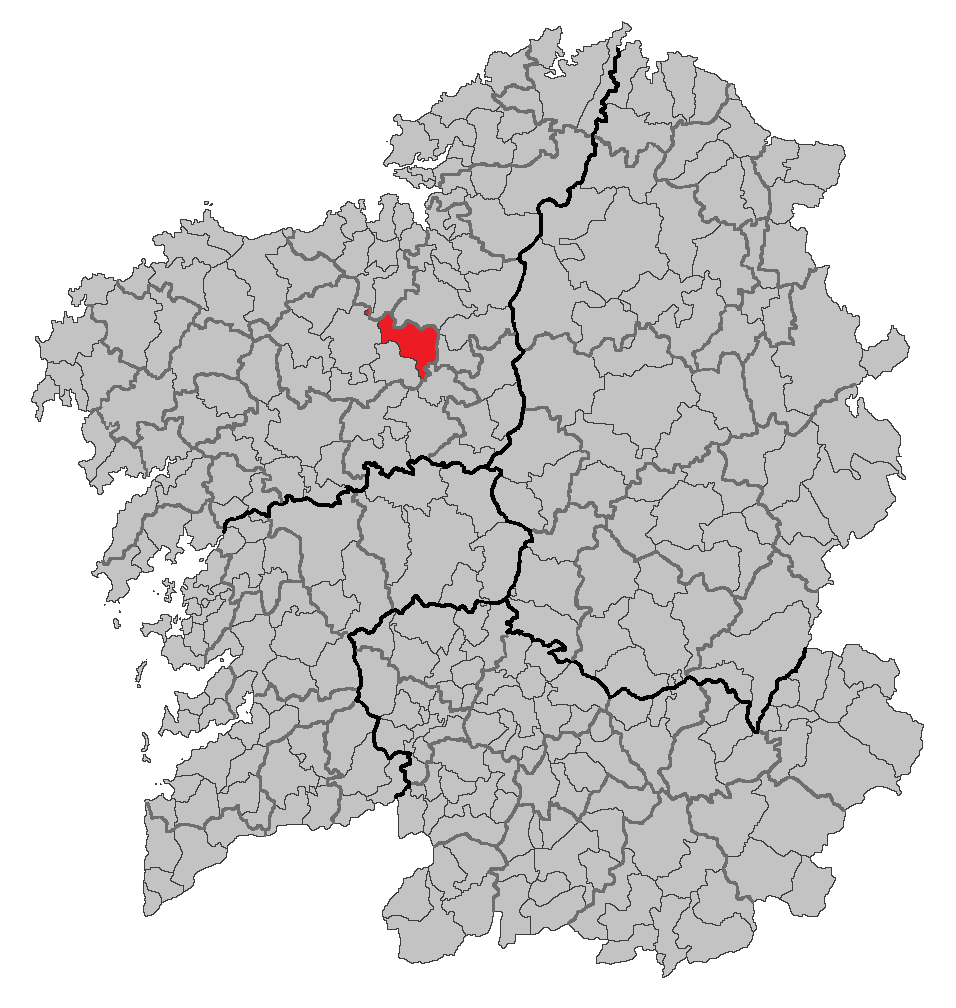
Vị trí của Mesía in Galicia.

Mesía là một đô thị của Tây Ban Nha ở tỉnh A Coruña trong cộng đồng tự trị của Galicia. Dân số là 3296 (Spanish 2001 Census), diện tích là 107 km².